# Alfa Romeo 1900
L’Alfa-Romeo 1900 est une automobile produite par le constructeur italien Alfa-Romeo de 1950 à 1959. Elle succède à la 6C 2500, dont la conception remontait à avant la Seconde Guerre mondiale, et se base sur une structure monocoque et non plus une carrosserie sur châssis. Elle a été présentée le 2 octobre 1950 à Milan.

## La nouvelle Alfa 1900
La voiture, entièrement conçue sous la supervision d'Orazio Satta Puliga, contenait beaucoup d'évolutions techniques raffinées. Le « cœur » de l'Alfa 1900 était son moteur. Avec ce nouveau modèle, le constructeur milanais abandonnait les moteurs à six et huit cylindres pour des mécaniques qui évitaient une surimposition fiscale. En revanche, la tradition Alfa était respectée avec la présence d'une culasse en alliage léger, de deux arbres à cames en tête et de chambres hémisphériques.
Alfa Romeo débuta les essais au banc du nouveau moteur 4-cylindres de 1 900 cm3 le 14 janvier 1950 avec un bloc entièrement en aluminium. Avec un seul carburateur, il développait 90 ch. Pour la suspension avant de la voiture, Giuseppe Busso (projeteur des groupes mécaniques) opta pour un schéma à quadrilatères transversaux, des ressorts hélicoïdaux et des amortisseurs télescopiques, déjà adoptés sur d'autres modèles de la marque. La suspension arrière était inédite. Un pont rigide avec couple conique hypoïde, ressorts hélicoïdaux et amortisseurs tubulaires, le tout relié longitudinalement au châssis par deux éléments en duralumin qui conjuguent des effets antiroulis dans les virages.
Le projet détaillé de la carrosserie et même l'étude des moyens de fabrication furent étudiés intégralement au sein de l'usine Alfa Romeo de Portello.
La première voiture de la série 1900 fut essayée sur la piste Alfa Romeo le 2 mars 1950. Un second prototype fut présenté à l'extérieur du salon de l'Automobile de Turin de mai 1950, mais le modèle fut jugé insatisfaisant, surtout en raison de sa trop forte ressemblance avec la nouvelle berline Fiat 1400.
La présentation de l'Alfa 1900 à la presse intervient le 2 octobre 1950 à Milan à l'hôtel Principe di Savoia. La présentation officielle eut lieu au Salon de Paris en octobre de la même année.

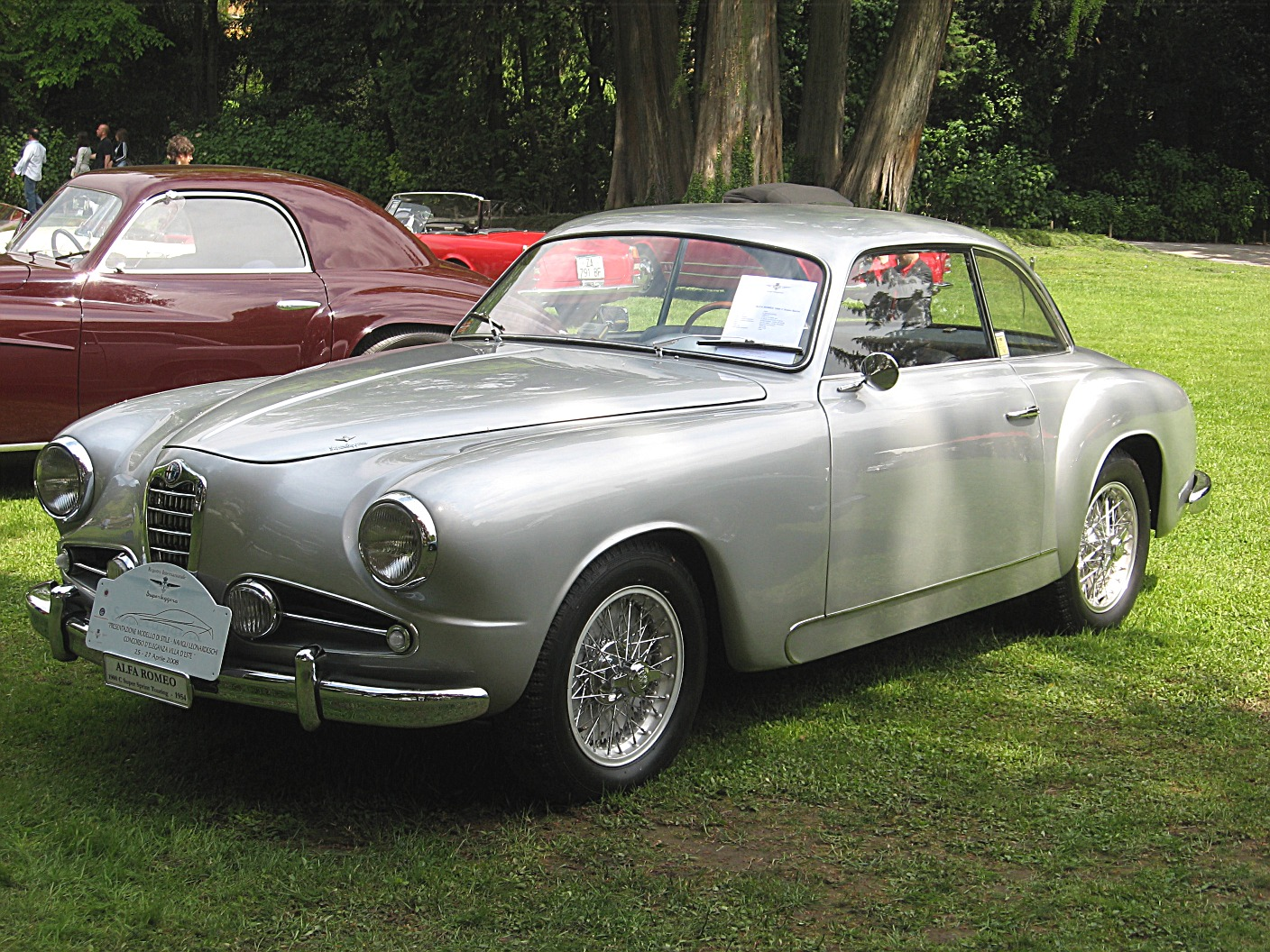
Alfa Romeo 1900 Sprint.

Au Salon de Genève 1951, Alfa Romeo présente la version Coupé sportif baptisée « Sprint » réalisée par le carrossier Touring et équipée d'un moteur dont la puissance était portée à 100 ch.
À partir de 1952, année au cours de laquelle les chaînes de fabrication furent pleinement opérationnelles, une version TI (Turismo Internazionale) fut présentée afin de satisfaire les exigences des clients sportifs qui voulaient participer à des courses dans cette catégorie.
Le moteur provenait de la Sprint et développait 100 ch à 5 500 tr/min grâce à ses deux carburateurs double corps, le freinage était plus puissant avec des tambours de plus gros diamètre, mais le modèle n'était identifiable que par son échappement de compétition. Pour obtenir un moteur plus puissant, Alfa Romeo en augmenta l'alésage de 2 mm en 1954, sans modifier la course. La cylindrée passa ainsi de 1 884 cm3 à 1 975 cm3. À cette occasion, toutes les versions adoptèrent la définition Super - la berline normale, Super TI la berline plus puissante et Supersprint le Coupé.
À partir de 1955, le constructeur réalisa aussi un modèle à deux portes baptisé « Primavera ».
La production cessa en 1959 après un total de 21 304 exemplaires dont 17 243 berlines produites.
Elle sera remplacée par l'Alfa 2000, une berline imposante beaucoup moins sportive car elle avait une vocation de voiture de représentation. Présentée en avant-première au Salon de l'automobile de Turin à l'automne 1957, elle adoptera la même mécanique.

## Chiffres de production Alfa Romeo 1900 (4C)
| Année                                 | 1950 | 1951 | 1952 | 1953 | 1954 | 1955 | 1956 | 1957 | 1958 | 1959 | total |
| ------------------------------------- | ---- | ---- | ---- | ---- | ---- | ---- | ---- | ---- | ---- | ---- | ----- |
| Alfa Romeo 1900 Berlina               | 6    | 1220 | 3107 | 649  | ?    | 0    | 0    | 0    | 0    | 0    | 7611  |
| Alfa Romeo 1900 T.I.                  | 0    | 0    | ?    | ?    | ?    | 0    | 0    | 0    | 0    | 0    | 572   |
| Alfa Romeo 1900 Sprint Première série | 0    | 8    | 353  | 289  | 0    | 0    | 0    | 0    | 0    | 0    | 650   |
| Alfa Romeo 1900 Sprint Deuxième série | 0    | 0    | 0    | 0    | 299  | 0    | 0    | 0    | 0    | 0    | 299   |
| Alfa Romeo 1900 Lunga Cabriolet       | 0    | 0    | 91   | 0    | 0    | 0    | 0    | 0    | 0    | 0    | 91    |
| Alfa Romeo 1900 Super                 | 0    | 0    | 0    | 0    | ?    | ?    | ?    | ?    | ?    | ?    | 8282  |
| Alfa Romeo 1900 T.I. Super            | 0    | 0    | 0    | 0    | ?    | ?    | ?    | ?    | 0    | 0    | 478   |
| Alfa Romeo 1900 Berlina Primavera     | 0    | 0    | 0    | 0    | 0    | 4    | 286  | 10   | 0    | 0    | 300   |
| Alfa Romeo 1900 Super Sprint          | 0    | 0    | 0    | 0    | 0    | 248  | 314  | 270  | 15   | 0    | 854   |
| Alfa Romeo 1900 M (AR 51; Matta)      | 0    | 0    | 5    | 2007 | 0    | 0    | 0    | 0    | 0    | 0    | 2012  |
| Alfa Romeo 1900 M (AR 52; Matta)      | 0    | 0    | 0    | 0    | 155  | 0    | 0    | 0    | 0    | 0    | 155   |
| total                                 | 6    | 1228 | 3556 | 5411 | 3909 | 2961 | 2244 | 1804 | 172  | 6    | 21304 |

La numérotation du 1900 de 1950 à 1952 a été imbriquée selon le code suivant :
Les numéros 00037 à 91539 étaient les suivants : 
Le 1er chiffre indique les dizaines,
Le 2ème chiffre indique les milliers, 
Le 3ème chiffre indique les centaines.
Le 4ème chiffre est fixe
le 5ème chiffre les unités ; 
Par exemple: 
Le numéro 00037 indique la 7ème voiture ; Le numéro 01030 représente la 1000e voiture ; Le numéro 91539 a été attribué à la voiture à partir de 1599*.  
À partir de la voiture 1600*, la numérotation a été modifiée.
- Les numéros de châssis de la Berlina de 1950 sont de 1900.00001 à 1900.00006.
- Les numéros de châssis de la Berlina et des châssis des carrossiers de 1951 sont les suivants : 1900.00037 à 1900.01330
- Les numéros de châssis de la Berlina de 1952 sont les suivants : 1900.01331 à 1900.91539

## Chiffres de productionIKA Kaiser Bergantin
| Année                  | 1960 | 1961 | 1962 | total |
| ---------------------- | ---- | ---- | ---- | ----- |
| Alfa Romeo Bergatin V4 | 2603 | 4951 | 445  | 7999  |
| Alfa Romeo Bergatin V6 | 0    | 309  | 47   | 356   |
| total                  | 2603 | 5260 | 492  | 8355  |

## Alfa Disco Volante
La version 1900 C 52 mérite une attention particulière, elle est plus connue sous le nom Disco Volante. Conçue avec la collaboration du carrossier Touring-Superleggera sur la base de l'Alfa 1900 C, elle sera fabriquée en 1952 en seulement quatre exemplaires : un coupé et trois spiders. La ligne biconvexe est particulièrement originale et aérodynamique. Alfa Romeo décidera de déposer le brevet de son dessin comme modèle d'ornement.

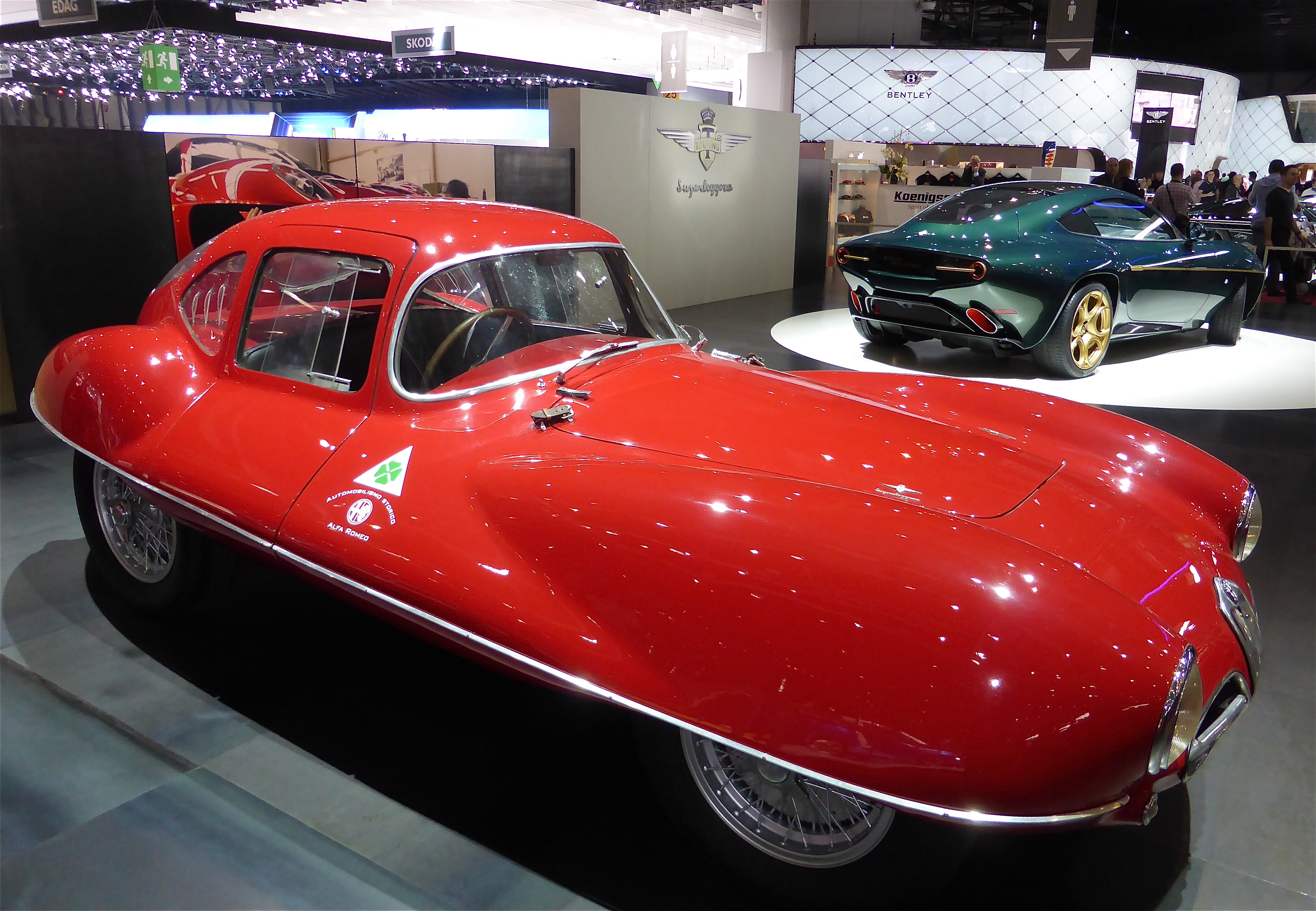
Alfa Romeo Disco Volante Coupé.

À partir de la même carrosserie en version spider, Alfa Romeo en tirera une dizaine d'exemplaires pour la compétition, équipés d'un moteur 6-cylindres de 3,5 L et 250 ch. Le poids particulièrement faible (760 kg) lui permettait d'atteindre les 230 km/h. Le réservoir contenait 105 litres. Le taux de compression du moteur était de 8,73:1. Au volant d'un de ces bolides, Fangio se classa 2e à la Mille Miglia de 1953 et gagna le Grand Prix Supercortemaggiore la même année.
Grâce à sa ligne particulière et à la popularité de la Mille Miglia, l'Alfa 1900 C 52 acquit une réputation en peu de temps, le bureau des ventes de l'usine croula sous les centaines de commandes. Malheureusement, Alfa Romeo décida de ne pas commercialiser ce modèle, malgré les fortes pressions exercées par tous les amoureux de la Disco Volante, parmi lesquels on compta beaucoup de personnes célèbres comme l'astronaute Charles Conrad et l'acteur Tyrone Power.

## Autres versions spéciales
Comme pour beaucoup d'autres modèles automobiles de cette époque, à partir de la coque et de la mécanique originelle, les carrossiers en dérivaient des prototypes ou des petites séries dérivées. Parmi ces versions, il faut citer la version Ghia, présentée en 1955 au Salon de Paris.

## Curiosités
L'Alfa 1900 fut également construite sous licence en Argentine par le constructeur Industrias Kaiser Argentina et commercialisée sous le nom de IKA Kaiser Bergantin. 8 351 exemplaires ont été fabriqués entre mars 1960 et février 1962.
Une version dérivée de l'Alfa 1900 fut également construite au Brésil par FNM. Ce constructeur polyvalent, construisait aussi des camions Alfa Romeo. FNM sera racheté par Alfa Romeo en 1968, puis intégré dans le groupe Fiat en 1973.
La première voiture de patrouille rapide de la Police d'État italienne, appelée « Volante », fut une Alfa 1900 TI Super de 1952. De couleur noire et avec l'avant qui ressemblait à un félin, elle fut surnommée « Pantera », ce même qualificatif fut ensuite attribué aux autres voitures de la Police : les Giulia Super et aux Ferrari 250 GTE.
Les Alfa 1900 TI Super avec une préparation spécifique pour les brigades motorisées de la Police, se montent à 400, dotées d'un blindage et d'un toit ouvrant spécial pour permettre l'utilisation des armes dans une position droite.
Parmi les trois cents automobiles que l'on a dénombrées dans le garage personnel du souverain iranien, l'Alfa Romeo 1900 Super Sprint seconde série, carrossée Touring, était celle que Reza Pahlavi utilisait le plus souvent. Il la commanda en 1956, de couleur rouge Alfa, avec un intérieur en cuir noir et un levier de vitesses au volant.